# Hartford (Míchigan)
Hartford es una ciudad ubicada en el condado de Van Buren en el estado estadounidense de Míchigan. En el Censo de 2010 tenía una población de 2688 habitantes y una densidad poblacional de 778,58 personas por km².

## Geografía
Hartford se encuentra ubicada en las coordenadas 42°12′18″N 86°9′58″O / 42.20500, -86.16611. Según la Oficina del Censo de los Estados Unidos, Hartford tiene una superficie total de 3.45 km², de la cual 3.44 km² corresponden a tierra firme y (0.38%) 0.01 km² es agua.

## Demografía
Según el censo de 2010, había 2688 personas residiendo en Hartford. La densidad de población era de 778,58 hab./km². De los 2688 habitantes, Hartford estaba compuesto por el 71.91% blancos, el 1.64% eran afroamericanos, el 2.79% eran amerindios, el 0.48% eran asiáticos, el 0% eran isleños del Pacífico, el 18.68% eran de otras razas y el 4.5% pertenecían a dos o más razas. Del total de la población el 29.5% eran hispanos o latinos de cualquier raza.